# Sotouboua
Sotouboua este un oraș din Togo.